# Miljondollartrion
För andra betydelser, se Million Dollar Quartet.
Miljondollartrion, Million Dollar Trio på engelska och emellanåt Erzherzog Trio på tyska, var en trio under 1940-talet som bestod av Jascha Heifetz på violin, Arthur Rubinstein på piano och Emanuel Feuermann på cello fram till dennes död 1942, då cellisten Gregor Piatigorsky efterträdde honom.
Den amerikanska tidskriften Life har krediterats med namngivningen av trion, som kom att kallas "den mest sensationella musikaliska kombinationen av vår tid." Trion har omnämnts i populärkultur, och spelar bland annat en viktig roll som symbol i Haruki Murakamis roman Kafka på stranden med deras framträdande av Beethovens Ärkehertigtrion.